# Luston
Luston is een civil parish in het Engelse graafschap Herefordshire. In 2001 telde het civil parish 518 inwoners. Luston komt in het Domesday Book (1086) voor als 'Lustone'.